# Lophosia atra
Lophosia atra är en tvåvingeart som först beskrevs av Townsend 1926.  Lophosia atra ingår i släktet Lophosia och familjen parasitflugor. Inga underarter finns listade i Catalogue of Life.